# Vetements
Die Vetements Group AG (vêtements [vɛtmɑ͂] = franz. für 'Kleidung') ist ein Modeunternehmen mit Sitz in Zürich. Es wurde 2014 von den georgisch-deutschen Brüdern Demna und Guram Gvasalia in Paris gegründet. Vetements vertritt den Ansatz, tragbare Alltagskleidung entwerfen zu wollen und wurde durch das Design von exzentrisch-avantgardistischer Mode im oberen Preissegment bekannt.

## Geschichte
Demna Gvasalia (* 1981) zog im Jahr 2000 mit seiner Familie von Georgien nach Düsseldorf und studierte ab 2002 unter Walter Van Beirendonck an der Königlichen Akademie der Schönen Künste in Antwerpen, die er 2006 mit einem Abschluss in Modedesign verließ. Danach folgte von 2009 bis 2012 eine Tätigkeit als Damenmode-Designer bei Maison Martin Margiela und eine anschließende Beschäftigung im Bereich Damenmode bei Louis Vuitton unter Marc Jacobs und kurzzeitig noch unter dessen Nachfolger Nicolas Ghesquière bis 2014. 2015 trat Gvasalia die Nachfolge von Alexander Wang als Künstlerischer Leiter bei Balenciaga an.
Aus einer generellen Unzufriedenheit mit der Modewelt gründete Gvasalia 2014 in Paris mit sechs weiteren Designer-Kollegen aus Antwerpen, die gewollt nicht öffentlich auftreten, das Designkollektiv Vetements. Die erste Vetements-Kollektion im März 2014 wurde gleich an 27 Händler verkauft. Die dritte Kollektion präsentierte das Unternehmen im März 2015 in der Pariser Schwulen-Diskothek Le Dépôt in Anwesenheit von Prominenten wie Jared Leto und Kanye West, womit das Label mit den gängigen Gegebenheiten des zeitgenössischen Modesystems brach. 2015 gehörte Vetements zu den acht Finalisten des renommierten LVHM Prize. Die nächste Vetements-Modenschau wurde in einem China-Restaurant namens Le Président im wenig eleganten Pariser Stadtteil Belleville gezeigt. 2016 wurde Demna Gvasalia vom Magazin Business Of Fashion zur Person des Jahres 2016 gewählt. Im Dezember 2016 gewann Vetements bei den British Fashion Awards in der Kategorie International urban luxury brand. Im Frühjahr 2017 wurde die Zentrale von Vetements von Paris in ein ehemaliges Philips-Fabrikgebäude nach Zürich verlegt. Dazu wurde die private Vetements Group AG gegründet, die zu 100 % im Besitz der Gvasalia-Brüder ist. Demna Gvasalias vier Jahre jüngerer Bruder Guram, der einen Jura-Abschluss aus Deutschland sowie einen Master des London College of Fashion hat, lebte bereits in Zürich und fungiert als CEO des Unternehmens. In der Presse wurde über steuerliche Gründe für den Umzug spekuliert. Ebenso 2017 wurde Demna Gvasalia vom Council of Fashion Designers of America mit dem International Award für seine Tätigkeiten bei Vetements und Balenciaga geehrt.
Kaufhäuser und -Boutiquen wie Galeries Lafayette, MyTheresa (München), Harrods, Saks Fifth Avenue, Nordstrom, Bergdorf Goodman, Dover Street Market, Isetan sowie zahlreiche Onlineshops des gehobenen Segments führen mittlerweile die Vetements-Kollektionen. Im Frühjahr 2016 waren es ca. 120 Einzelhändler weltweit. Die Strategie des Kollektivs ist es, das Vetements-Angebot zu beschränken, bzw. Einzelhändlern ein Abnahme-Maximum aufzuerlegen, um die Nachfrage durch Verknappung zu steigern und Preisreduzierungen bei den Händlern zu minimieren. Das Unternehmen plant nicht, eigene Ladengeschäfte oder einen eigenen Onlineshop zu eröffnen.

## Stil
Vetements-Mode ist stark von Streetwear, von der Skater- und Bikerkultur sowie Grunge beeinflusst. Gvasalia bedient sich bei seinen androgynen Entwürfen des Öfteren des Dekonstruktivismus und des Rekonstruktivismus, wie es bereits Martin Margiela tat. Dabei werden alte Entwürfe aus den 1970er, -80er und -90er Jahren modern interpretiert, auch wird altes Material neu zusammengesetzt. Wiederkehrende Vetements-Stilelemente sind übergroße Größen (Oversize-Look), voluminöse Bomberjacken, sperrige Silhouetten, Sweatshirts oder Kapuzenpullover mit Druckmotiven, aus Second-Hand-Material neu zusammengesetzte Jeans im 1980er-Stil etc.

## Kooperationen
Vetements übernahm dabei das Design, die Kooperationspartner die Produktion der Artikel. So kam es bislang zu Zusammenarbeiten mit Tommy Hilfiger, Umbro, Church’s, Alpha Industries, Levi Strauss & Co., Mackintosh, Reebok und weiteren.
Ein gelbes Vetements-T-Shirt mit einem leicht abgewandelten DHL-Logo im oberen Preissegment sorgte 2016 für mediales Interesse. Der einzige andere Unterschied zum Original war ein Streifen am Rücken. Gvasalia hatte eine Reihe von Bekleidungsstücken mit DHL-Logo, darunter T-Shirts in Absprache mit der Deutschen Post entworfen. Für 2018 wurde die DHL-Kooperation erneuert. Als ironische Antwort auf die zunehmende Anzahl von gefälschten Vetements-Artikeln verkaufte das Unternehmen in Zusammenarbeit mit dem britischen Einzelhändler Matchesfashion Ende 2016 in Seoul neu aufgelegte Versionen der bis dato meistverkauften Vetements-Produkte, die von dem Design-Kollektiv so bearbeitet worden waren, dass sie aussahen als seien sie selbst Fakes. Im gleichen Jahr wurde ein Stuttgarter, der auf der Straße einen Vetements-Regenmantel mit der rückseitigen Aufschrift Polizei trug, von Streifenpolizisten angehalten, die ihn mit dem strafbaren Missbrauch von Titeln, Berufsbezeichnungen und Abzeichen gemäß §§ 132a Abs. 1 Nr. 4, Abs. 2, 74 StGB konfrontierten und den Mantel konfiszierten. Ab Ende 2016 plante Vetements eine kleine Kollektion bestehend aus Bekleidung, wie sie von IKEA-Mitarbeitern getragen wird.  Die Kollektion wurde nicht verwirklicht, stattdessen präsentierte Gvasalia 2017 bei Balenciaga eine Damenhandtasche, die den IKEA-Einkaufstaschen namens Frakta ähnelte.
Für die Frühlings-/Sommer-Kollektion 2017 wurden Kollaborationen mit 18 anderen Modeunternehmen eingegangen. Die Kollektion wurde nicht, wie üblich, im September 2016 gezeigt, sondern bereits im Juni 2016, um den Zeitraum für einen regulären Abverkauf der Ware zu verlängern. Seither präsentiert Vetements die Kollektionen zweimal jährlich im Januar und Juni zum Zeitpunkt der Haute Couture Modenschauen in Paris. Eins der Prinzipien des Designkollektivs ist der Verzicht auf Geschlechtertrennung, so treten in der gleichen Modenschau weibliche und männliche Vetements-Models auf.